# Знак отличия «За безупречную службу»
Зна́к отли́чия «За безупре́чную слу́жбу» — знак отличия Российской Федерации.

## История
Награда учреждена Указом Президента Российской Федерации от 2 марта 1994 года № 442. Прообразом для награды послужил существовавший в Российской империи знак отличия беспорочной службы.

## Положение о знаке отличия
1. Знаком отличия «За безупречную службу» награждаются граждане Российской Федерации, избранные или назначенные на должность в соответствии с Конституцией Российской Федерации и федеральными законами, а также государственные и муниципальные служащие.
Награждение знаком отличия «За безупречную службу» производится за конкретный вклад в становление гражданского общества, развитие российской государственности, укрепление законности и правопорядка, высокие показатели в боевой подготовке личного состава подчинённых частей и подразделений, эффективную работу по воспитанию военнослужащих в духе преданности своей Родине и народу, готовности беспрекословно выполнить свой воинский долг, безупречную службу более чем 15 лет и иную плодотворную служебную деятельность, принёсшую существенную пользу Отечеству.
2. При наличии заслуг представляются к награждению знаком отличия «За безупречную службу»:
XV, XX, XXV, XXX (лет) — военнослужащие, безупречно прослужившие соответственно 15, 20, 25, 30 лет и награжденные двумя и более наградами федеральных государственных органов;
XX, XXV, XXX, XL, L (лет) — граждане, безупречно прослужившие соответственно 20, 25, 30, 40, 50 лет и награждённые двумя и более наградами федеральных органов государственной власти, иных федеральных государственных органов или органов государственной власти субъектов Российской Федерации. При этом награждение знаком отличия XL или L (лет) производится только при наличии иных государственных наград Российской Федерации.
3. Военнослужащим вручается знак отличия «За безупречную службу» на георгиевской ленте, другим гражданам — на ленте ордена «За заслуги перед Отечеством».
4. Знак отличия «За безупречную службу» носится на правой стороне груди после знака отличия «За наставничество», перед нагрудным знаком к почётному званию Российской Федерации и при наличии государственных наград СССР располагается выше их.
5. На повседневной одежде допускается ношение миниатюрной копии знака отличия «За безупречную службу». Миниатюрная копия знака отличия «За безупречную службу» носится на левой стороне груди.

## Описание знака отличия
Знак отличия «За безупречную службу» представляет собой прямоугольную полоску размером 29 мм на 32 мм, на которой расположен венок из дубовых ветвей (для военнослужащих) или из лавровых ветвей (для других награжденных). В центре венка римскими цифрами обозначается число лет службы. Колодка обернута шелковой, муаровой лентой. Для военнослужащих — лента георгиевская, для других награжденных — лента ордена «За заслуги перед Отечеством». Ширина ленты — 32 мм.
Для военнослужащих знак отличия изготавливается из серебра с позолотой и имеет обозначение XV, XX, XXV или XXX (лет). На оборотной стороне — номер знака и нарезной штифт с гайкой для прикрепления знака к одежде.
Для других награждённых знак отличия с обозначением XX или XXV (лет) — из серебра, с обозначением XXX, XL или L (лет) — из серебра с позолотой; на знаке с обозначением L — обозначение L из золота. На оборотной стороне — номер знака и булавка для прикрепления знака к одежде.
Миниатюрная копия знака отличия «За безупречную службу» высотой 14,5 мм и шириной 16 мм.

## Списки награждённых

### Количество награждений
Количество награждений знаком отличия по состоянию на 1 января 2005 г.:
- 20 лет — 78 по состоянию на 4 октября 2013 года
- 25 лет — 101
- 30 лет — 141
- 40 лет — 36
- 50 лет — 7

### Список лиц, награждённых знаком отличия «За безупречную службу» L лет
После даты стоит номер указа Президента Российской Федерации, которым произведено награждение (список составлен только по опубликованным указам).
1. 7 мая 1999 г., № 560 — Страдымов Александр Лукич, главный специалист отдела Управления по работе с персоналом Федеральной службы России по телевидению и радиовещанию
2. 21 сентября 2002 г., № 1018 — Вячеславов Василий Константинович, судья Верховного Суда Российской Федерации
3. 10 апреля 2003 г., № 413 — Тихомирова Зинаида Ивановна, бухгалтер-эксперт по бюджету департамента финансов администрации Ямало-Ненецкого автономного округа
4. 2 августа 2006 г., № 828 — Зайкина Людмила Николаевна, председатель Первомайского районного суда города Мурманска
5. 19 декабря 2011 г., № 1662 — Ресин Владимир Иосифович, депутат Государственной Думы, город Москва
6. 14 августа 2014 г., № 568 — Иванов Анатолий Романович, заместитель начальника Управления Президента Российской Федерации по вопросам государственной службы и кадров
7. 13 октября 2014 г., № 661 — Орлов Николай Александрович, заместитель постоянного представителя Республики Татарстан в Санкт-Петербурге и Ленинградской области.
8. 17 июля 2019 г., № 337 — Беренда Владимир Петрович, советник Министра труда и социальной защиты Российской Федерации.
9. 13 декабря 2020 г., № 785 — Лебедев Вячеслав Михайлович, Председатель Верховного Суда Российской Федерации
10. Лебедев, Сергей Николаевич, генеральный секретарь Содружества Независимых Государств. Вручён 23 мая 2023 года[3]

### Список лиц, награждённых знаком отличия «За безупречную службу» XL лет
После даты стоит номер указа Президента Российской Федерации, которым произведено награждение (список составлен только по опубликованным указам).
1. 22 апреля 1996 г., № 589 — Красносельских Анатолий Афанасьевич, консультант Службы государственных наград Президента Российской Федерации
2. 17 июня 1997 г., № 617 — Зайкина Людмила Николаевна, председатель Первомайского районного суда города Мурманска
3. 17 июня 1997 г., № 617 — Некрасов Владимир Иванович, советник управления правовых вопросов федерализма и местного самоуправления Главного государственно-правового управления Президента Российской Федерации
4. 4 марта 1999 г., № 313 — Аляпкин Виктор Васильевич, ведущий специалист отдела премьера правительства Москвы
5. 7 мая 1999 г., № 560 — Делендик Анатолий Иванович, начальник отдела Федеральной службы России по телевидению и радиовещанию
6. 30 июля 1999 г., № 933 — Корнеева Лидия Зотовна, город Москва
7. 3 сентября 1999 г., № 1155 — Аркаева Валентина Георгиевна, начальник отдела аппарата администрации Самарской области
8. 27 декабря 1999 г., № 1716 — Казимиров Владимир Николаевич, Чрезвычайный и Полномочный Посол, город Москва
9. 27 декабря 1999 г., № 1716 — Соколов Владимир Васильевич, старший инспектор департамента Министерства иностранных дел Российской Федерации
10. 6 апреля 2000 г., № 637 — Клемантович Петр Антонович, действительный государственный советник Российской Федерации 3 класса, заместитель начальника отдела Управления кадров Президента Российской Федерации
11. 29 мая 2000 г., № 978 — Дарчиев Никита Иванович, советник-посланник Посольства Российской Федерации в Венгерской Республике
12. 29 мая 2000 г., № 978 — Тищенко Анатолий Федосеевич, заместитель директора департамента Министерства иностранных дел Российской Федерации
13. 17 августа 2000 г., № 1518 — Усков Иван Иванович, заведующий отделом по работе с территориями аппарата главы администрации Волгоградской области
14. 18 ноября 2000 г., № 1894 — Тарасов Лев Михайлович, помощник заместителя Председателя Совета Федерации Федерального Собрания Российской Федерации В. А. Варнавского
15. 31 декабря 2000 г., № 2120 — Калгашкин Иван Иванович, руководитель Секретариата заместителя Председателя Правительства Российской Федерации — Министра сельского хозяйства Российской Федерации
16. 31 декабря 2000 г., № 2120 — Сотников Виталий Григорьевич
17. 7 мая 2001 г., № 520 — Шаповалов Владимир Сергеевич, заместитель руководителя аппарата правительства Москвы — первый заместитель начальника управления премьера правительства Москвы
18. 19 мая 2001 г., № 559 — Баршев Александр Яковлевич, консультант Секретариата Председателя Правительства Российской Федерации
19. 31 мая 2001 г., № 617 — Вахтин Вячеслав Иванович, советник отдела Управления Президента Российской Федерации по вопросам гражданства
20. 31 мая 2001 г., № 617 — Маркин Владимир Семенович, советник Канцелярии Президента Российской Федерации
21. 31 мая 2001 г., № 617 — Симаков Виктор Иванович, заместитель начальника Главного управления — начальник управления Главного контрольного управления Президента Российской Федерации
22. 23 февраля 2002 г., № 240 — Ревизорова Людмила Александровна, старший инспектор Департамента условий и охраны труда Министерства труда и социального развития Российской Федерации
23. 14 мая 2002 г., № 472 — Розов Юрий Владимирович, советник полномочного представителя Президента Российской Федерации в Центральном федеральном округе
24. 12 июня 2002 г., № 587 — Федотов Геннадий Васильевич, советник Канцелярии Президента Российской Федерации
25. 5 августа 2002 г., № 834 — Левин Анатолий Федорович, руководитель аппарата Законодательной Думы Хабаровского края
26. 21 сентября 2002 г., № 1015 — Павлов Владимир Андреевич, главный специалист отдела аппарата администрации Смоленской области
27. 13 февраля 2003 г., № 156 — Бахрунов Куприян Ильич, управляющий делами — руководитель аппарата Народного Хурала Республики Бурятия
28. 29 декабря 2003 г., № 1536 — Щелчков Владимир Александрович, начальник Управления информационных технологий Аппарата Совета Федерации Федерального Собрания Российской Федерации
29. 15 января 2004 г., № 31 — Михайлова Елена Михайловна, заместитель начальника отдела Управления Президента Российской Федерации по государственным наградам
30. 7 апреля 2004 г., № 509 — Казакова Наталья Ивановна, советник государственной службы 3 класса, город Москва
31. 9 декабря 2005 г., № 1420 — Туруновский Сергей Викторович, управляющий делами губернатора Свердловской области и правительства Свердловской области
32. 6 апреля 2006 г., № 326 — Яковлева Лидия Ивановна, ведущий специалист службы делопроизводства Департамента оборонной промышленности и высоких технологий Правительства Российской Федерации
33. 3 июня 2006 г., № 556 — Илюхина Надежда Егоровна, начальник отдела Правового департамента Аппарата Правительства Российской Федерации
34. 1 августа 2006 г., № 811 — Хохлачев Николай Михайлович, заместитель начальника Управления делами Федеральной антимонопольной службы
35. 11 сентября 2006 г., № 988 — Темченко Николай Яковлевич, заместитель начальника Финансового управления Федеральной антимонопольной службы
36. 26 января 2007 г., № 80 — Никитенко Евгений Григорьевич, начальник департамента анализа и предупреждения террористических угроз и конфликтных ситуаций аппарата Совета Безопасности Российской Федерации
37. 6 февраля 2007 г., № 146 — Горскина Тамара Николаевна, ведущий инспектор-делопроизводитель Посольства Российской Федерации в Литовской Республике
38. 23 марта 2007 г., № 409 — Степанюк Лидия Николаевна, советник отдела Правового департамента Министерства финансов Российской Федерации
39. 3 октября 2007 г., № 1330 — Большакова Татьяна Семеновна, заместитель директора Департамента бюджетной политики в отраслях социальной сферы и науки Министерства финансов Российской Федерации — начальник отдела
40. 3 октября 2007 г., № 1330 — Шестак Клавдия Алексеевна, заместитель начальника отдела Департамента бюджетной политики в отраслях экономики Министерства финансов Российской Федерации
41. 22 января 2008 г., № 71 — Буравченко Валерий Павлович, заместитель начальника Управления Президента Российской Федерации по кадровым вопросам и государственным наградам
42. 25 января 2008 г., № 77 — Савольский Игорь Сергеевич, Чрезвычайный и Полномочный Посол Российской Федерации в Венгерской Республике
43. 24 апреля 2008 г., № 579 — Цвигун Михаил Семёнович, Чрезвычайный и Полномочный Посол Российской Федерации в Республике Конго
44. 26 мая 2008 г., № 847 — Орехов Александр Лукич, начальник отдела управления Федеральной службы финансово-бюджетного надзора
45. 23 декабря 2008 г., № 1812 — Куртасова Галина Ивановна, заместитель начальника отдела Департамента межбюджетных отношений Министерства финансов Российской Федерации
46. 23 января 2009 г., № 83 — Уварова Ольга Андреевна, ведущий специалист Управления Президента Российской Федерации по кадровым вопросам и государственным наградам
47. 25 февраля 2009 г., № 219 — Фоминов Александр Михайлович, председатель постоянной комиссии Государственного Совета Удмуртской Республики по национальной политике, общественной безопасности, Регламенту и организации работы Государственного Совета
48. 26 февраля 2009 г., № 229 — Пустынникова Валентина Ивановна, главный советник Управления Президента Российской Федерации по обеспечению конституционных прав граждан
49. 26 февраля 2009 г., № 229 — Пилявская Зинаида Ивановна, ведущий специалист Управления информационного и документационного обеспечения Президента Российской Федерации
50. 16 апреля 2009 г., № 419 — Барулин Петр Григорьевич, эксперт Департамента дипломатическо-курьерской связи Министерства иностранных дел Российской Федерации
51. 5 мая 2009 г., № 497 — Кузьмин Виктор Сергеевич, главный советник департамента обеспечения безопасности в области информации и информационных технологий аппарата Совета Безопасности Российской Федерации
52. 25 мая 2009 г., № 591 — Панкратова Ирина Владимировна, референт отдела Департамента управления делами и кадров Министерства природных ресурсов и экологии Российской Федерации
53. 2 августа 2009 г., № 882 — Журавлева Зоя Федоровна, заместитель начальника управления — начальник отдела управления обеспечения официальных мероприятий администрации губернатора Челябинской области
54. 19 октября 2009 г., № 1169 — Полянкин Валерий Иванович, специалист-эксперт Посольства Российской Федерации в Республике Белоруссия
55. 23 ноября 2009 г., № 1336 — Рябинина Нина Николаевна, советник департамента аппарата Совета Безопасности Российской Федерации
56. 1 февраля 2010 г., № 126 — Ланцев Дмитрий Федорович, заместитель начальника отдела Департамента управления делами Аппарата Правительства Российской Федерации
57. 18 августа 2010 г., № 1019 — Гартман Надежда Аркадьевна, министр социальных отношений правительства Челябинской области
58. 30 октября 2010 г., № 1308 — Некрасов Владимир Филиппович, начальник отдела Управления организации обеспечения исполнительных действий и установленного порядка деятельности судов Федеральной службы судебных приставов
59. 24 ноября 2010 г., № 1469 — Ренев Владимир Владимирович, заместитель руководителя Секретариата Руководителя Администрации Президента Российской Федерации
60. 12 декабря 2010 г., № 1550 — Тюкова Татьяна Анатольевна, специалист-эксперт департамента Государственно-правового управления Президента Российской Федерации
61. 21 января 2011 г., № 78 — Фесенко Борис Игоревич, заместитель директора Департамента информации и печати Министерства иностранных дел Российской Федерации
62. 9 апреля 2011 г., № 425 — Шевченко, Владимир Николаевич, советник Президента Российской Федерации
63. 18 октября 2011 г., № 1373 — Ротова Нина Ивановна, советник департамента по обеспечению деятельности Архива Президента Российской Федерации Управления информационного и документационного обеспечения Президента Российской Федерации
64. 2 апреля 2012 г., № 368 — Громов Виктор Иванович, специалист-эксперт департамента Управления информационного и документационного обеспечения Президента Российской Федерации
65. 27 октября 2012 г., № 1446 — Фунтиков Сергей Харитонович, главный советник департамента аппарата полномочного представителя Президента Российской Федерации в Сибирском федеральном округе
66. 13 ноября 2012 г., № 1518 — Говоров Николай Юрьевич, судья Московского городского суда
67. 13 ноября 2012 г., № 1518 — Неретина Елена Никитична, судья Московского городского суда
68. 19 марта 2013 г., № 246 — Пучкова Надежда Николаевна, председатель Зеленоградского районного суда города Москвы
69. 19 марта 2013 г., № 246 — Разгулова Тамара Львовна, председатель Головинского районного суда города Москвы
70. 19 марта 2013 г., № 251 — Буров Сергей Николаевич, главный советник Департамента делопроизводства и архива Правительства Российской Федерации
71. 26 июня 2013 г., № 583 — Бочков Александр Александрович, заместитель начальника управления Федеральной службы по гидрометеорологии и мониторингу окружающей среды
72. 23 октября 2013 г., № 796 — Пачкалина Елена Ивановна, главный советник Департамента делопроизводства и архива Правительства Российской Федерации
73. 23 октября 2013 г., № 796 — Сотникова Нина Васильевна, судебный пристав-исполнитель Сысертского районного отдела судебных приставов Управления Федеральной службы судебных приставов по Свердловской области
74. 14 января 2014 г., № 18 — Хренов Василий Иванович, референт Управления Президента Российской Федерации по государственным наградам
75. 13 февраля 2014 г., № 74 — Лукина Галина Петровна, начальник отдела департамента Министерства финансов Российской Федерации
76. 5 марта 2014 г., № 112 — Ермолов Валерий Николаевич, заместитель директора Департамента кадров Министерства иностранных дел Российской Федерации
77. 2 мая 2014 г., № 290 — Сараев Аркадий Александрович, заместитель руководителя аппарата Правительства Калининградской области
78. 23 июня 2014 г., № 447 — Алтухов Олег Алексеевич, главный федеральный инспектор по Республике Коми аппарата полномочного представителя Президента Российской Федерации в Северо-Западном федеральном округе
79. 23 июня 2014 г., № 447 — Удальцов Александр Иванович, Чрезвычайный и Полномочный Посол Российской Федерации в Литовской Республике
80. 14 августа 2014 г., № 568 — Царёв Юрий Алексеевич, директор департамента аппарата Губернатора и Правительства Сахалинской области

### Список лиц, награждённых знаком отличия «За безупречную службу» XXX лет (на георгиевской ленте)
После даты стоит номер указа Президента Российской Федерации, которым произведено награждение (список составлен только по опубликованным указам).
1. 14 февраля 2001 г., № 161 — Денисов Иван Лукич, генерал-майор.
2. 7 августа 2003 г., № 921 — Петухов Николай Александрович, генерал-полковник юстиции, заместитель Председателя Верховного Суда Российской Федерации, председатель Военной коллегии Верховного Суда Российской Федерации.
3. 12 октября 2006 г., № 1115 — Кульба Андрей Владимирович, заместитель начальника Контрольного управления Президента Российской Федерации.
4. 23 мая 2022 года, награда № 0844 - Соколов Дмитрий Александрович, подполковник, заместитель начальника учебного центра Западного военного округа.